# Hôtel de l'archidiaconé du chapitre de Saint-Gatien
L'hôtel de l'archidiaconé du chapitre de Saint-Gatien est un hôtel particulier, longtemps rattaché au collège des chanoines de la cathédrale Saint-Gatien de Tours. L'immeuble actuel, construit vers 1775, est au XXIe siècle une dépendance du lycée Descartes de Tours dans le Vieux-Tours. Sa toiture et sa façade ont été portés à la liste des monuments historiques en 1946 en tant que monument inscrit.

## Localisation
L'hôtel de l'archidiaconé, sis au 2bis de la rue Albert-Thomas, à Tours (département d'Indre-et-Loire), est situé au nord-est de la cathédrale Saint-Gatien. Sa façade principale qui tourne le dos à la Loire est séparée de la rue Albert-Thomas par une vaste cour intérieure.
La rue Albert-Thomas est une partie d'une voie probablement antique qui a perduré jusqu'à l'époque contemporaine et qui est parallèle à la Loire. Prolongée à l'est par la rue Blanqui et à l'ouest par les rues Colbert et du Commerce elle a, sous le nom de Grande Rue, été l'artère principale de Tours à l'époque médiévale et jusqu'au milieu des années 1770.

## Historique
Un ancien bâtiment dont l'architecture n'est pas connu, datant vraisemblablement des XIIIe et XVe siècle, a occupé l'emplacement de l'hôtel. Reconstruit, le bâtiment fut vendu comme bien national en 1791 puis un an plus tard. Dans la première moitié du XIXe siècle, l'hôtel appartient à la famille Pécard, marchands à Tours.
Par arrêté du 8 juillet 1946, sa façade et ses toitures font l'objet d'une protection au titre de monuments historiques inscrits.
L'hôtel abrite au XXIe siècle le foyer-résidence des classes préparatoires du lycée Descartes.

## Architecture et décoration
Du bâtiment médiéval subsistent des fenêtres géminées et des peintures murales. L'édifice contemporain a probablement été construit vers 1775, dans un style néo-classique tardif, la façade nord du bâtiment principal reposant sur le mur du castrum.
La façade, l'un des éléments inscrits en tant que monument historique, est ornée, au niveau du mur gouttereau, d'une balustrade qui sinterrompt pour laisser place à un fronton triangulaire surmontant la porte principale. Deux frisées décorées prennent place entre la balustrade et les fenêtres. La porte médiane est encadrée par deux groupes de deux pilastres qui semblent supporter un caisson surmonté par le fronton. Le centre du fronton porte un monogramme composé des lettres J.P.C. Le propriétaire de l'hôtel en était alors Jacques Pécard.
L'aile est reproduit les motifs des frises de la façade, mais avec moins de réussite.

L'hôtel de l'archidiaconé de Tours
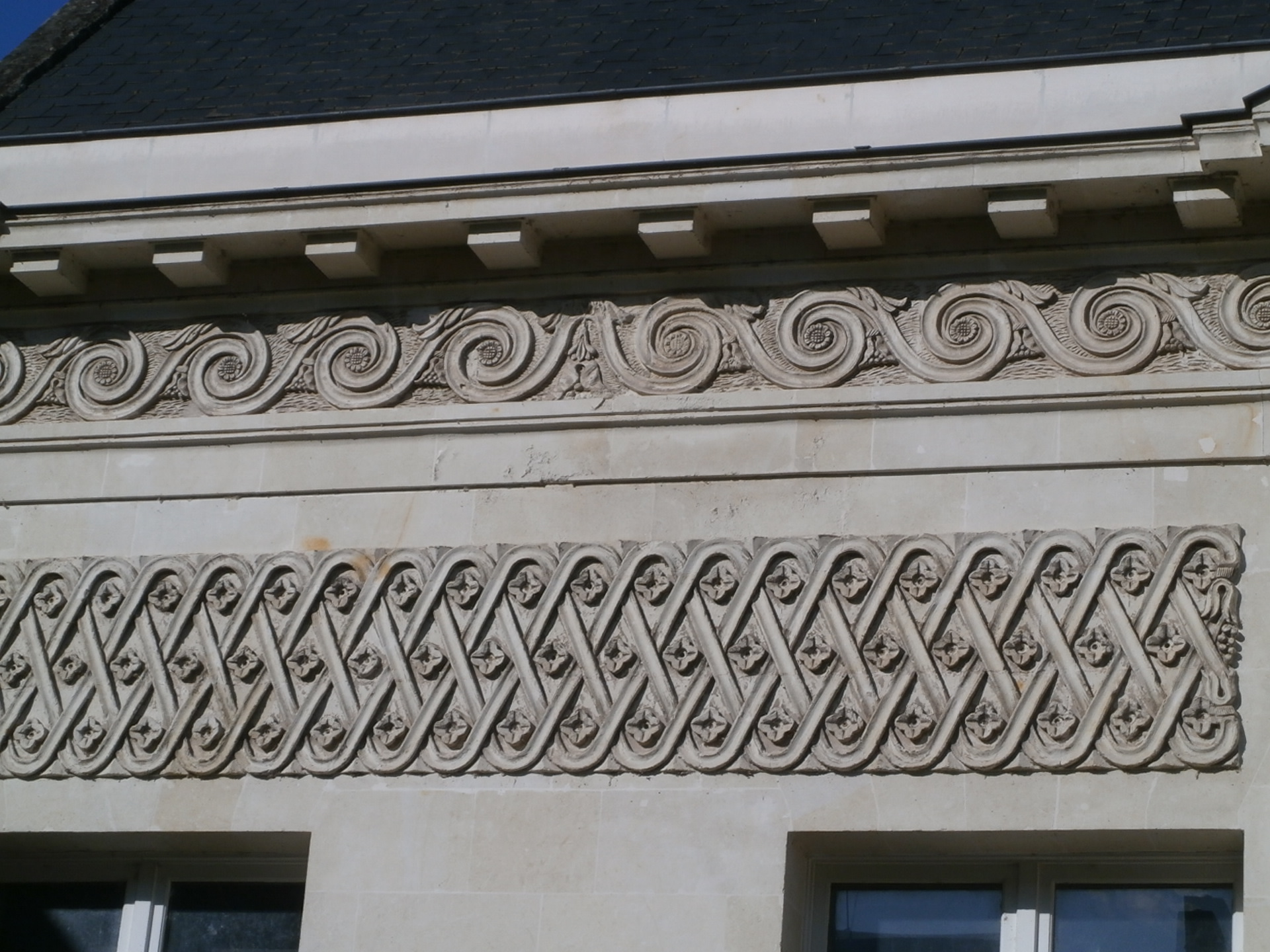
Détail de la frise. (façade sud).
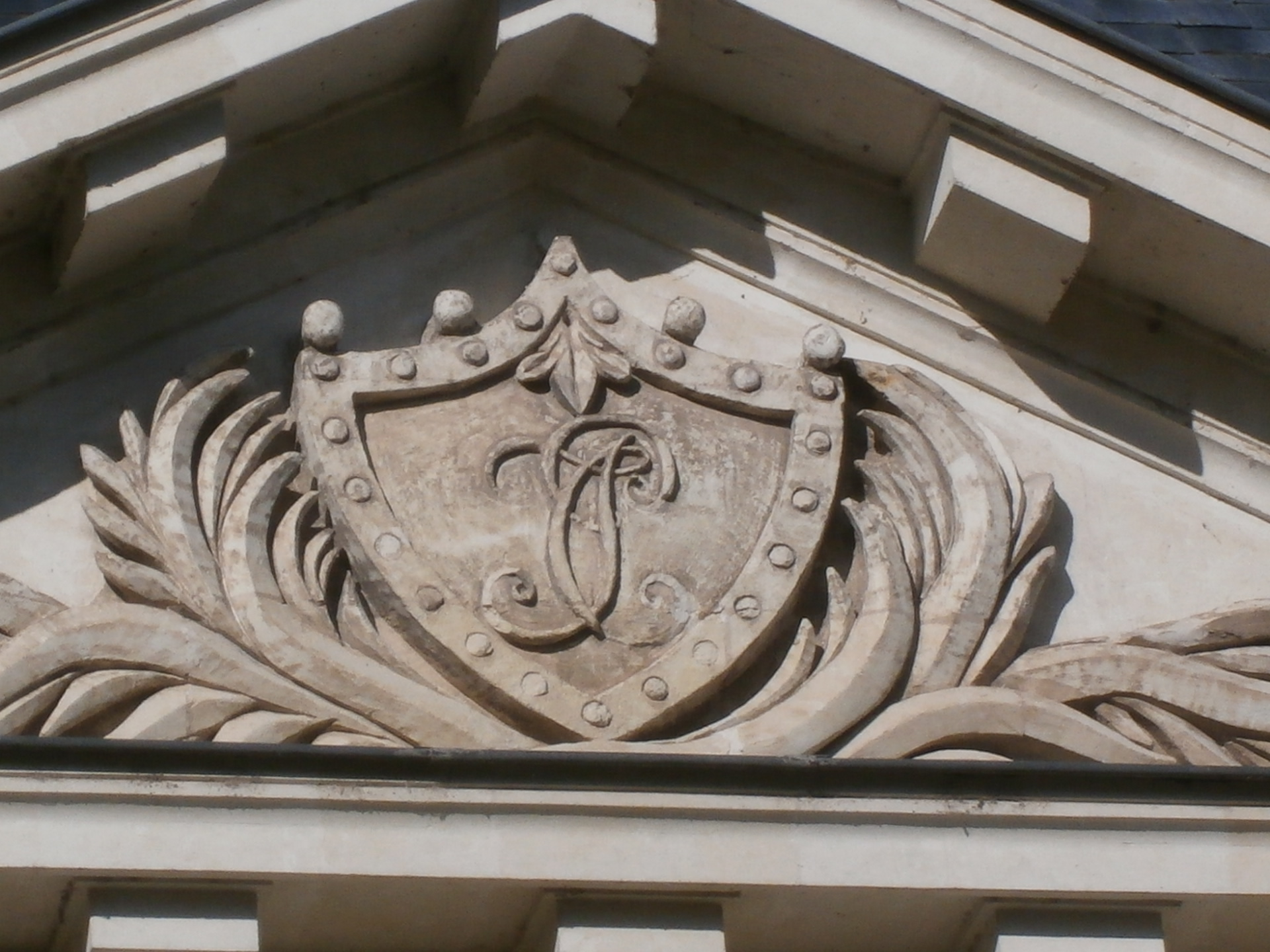
Détail du fronton. (façade sud).
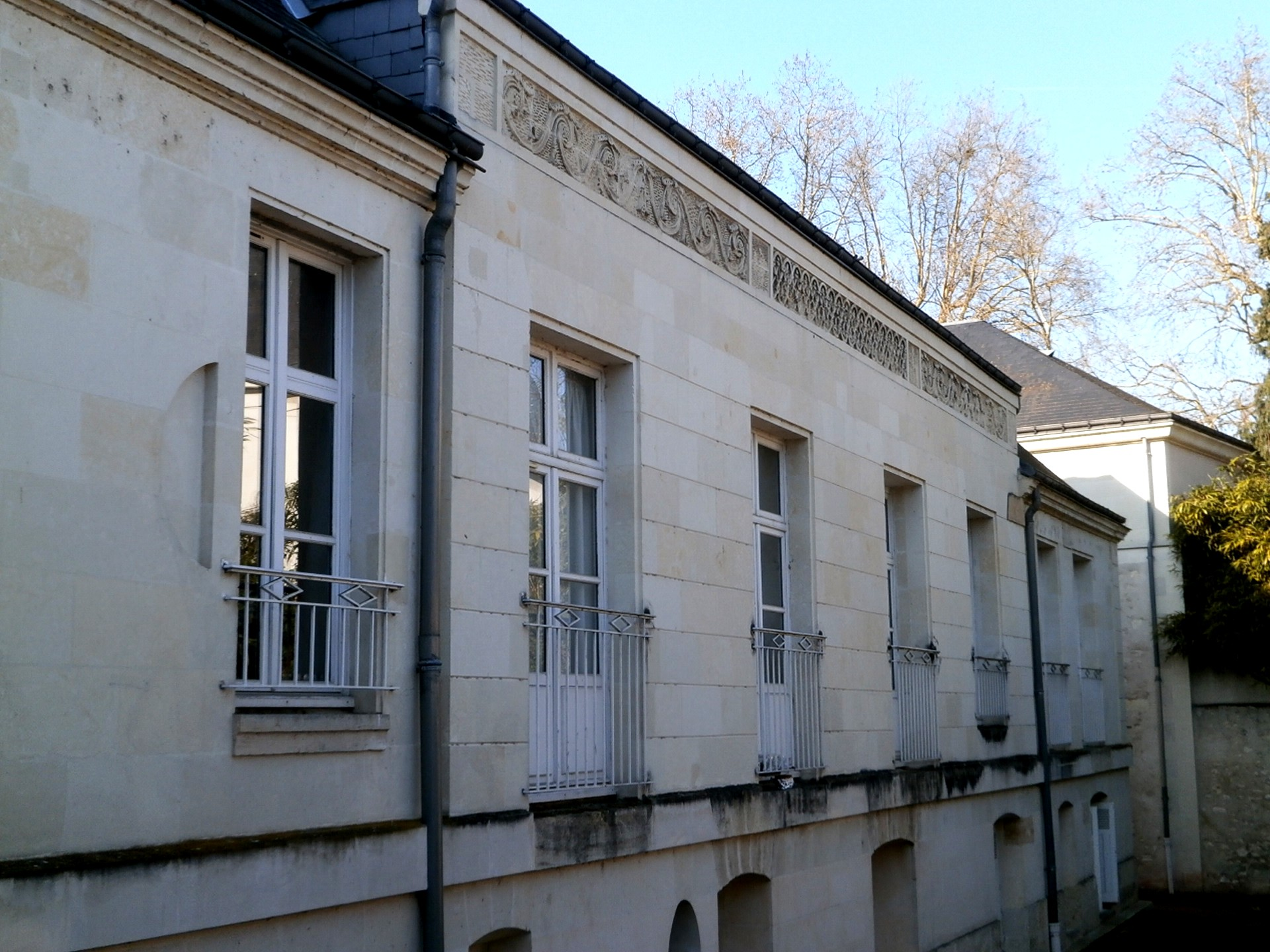
Détail de la frise de l'aile est.